# Cortuluá
Corporación Club Deportivo Tuluá, genannt Cortuluá, war ein 1967 gegründeter kolumbianischer Fußballverein aus Tuluá.

## Geschichte
Der Verein schaffte 1993 das erste Mal den Aufstieg in die Categoría Primera A. Der erste Platz in der Hinserie 2001 war bislang der größte Erfolg, der an der Teilnahme der Copa Libertadores 2002 berechtigte. 2004 stieg der Verein allerdings in die Categoría Primera B ab. Cortuluá stieg 2009 wieder in die erste Liga auf, konnte sich da aber nur ein Jahr halten und spielte danach wieder in der zweiten Liga. In den Spielzeiten 2011 bis 2013 konnte der Verein sich regelmäßig für die Gruppenphase qualifizieren, ohne aber ein Finale erreichen zu können. In beiden Halbserien 2014 verpasste der Verein allerdings den Einzug in die Finalrunde und konnte somit nicht um den Aufstieg mitspielen.
Als Traditionsverein erhielt Cortuluá im Januar 2015 die Möglichkeit, an einer gesonderten Aufstiegsrunde teilzunehmen. Dort konnte sich der Verein in seiner Gruppe durchsetzen und spielt somit ab 2015 wieder in der ersten Liga.
In der ersten Saison in der ersten Liga landete der Verein in beiden Halbserien im Mittelfeld der Tabelle und konnte damit erfolgreich den direkten Wiederabstieg verhindern, jedoch auch nicht um den Einzug in die Finalrunden mitspielen.
In der Hinserie der Spielzeit 2016 konnte Cortulá das Halbfinale erreichen, wo es gegen den späteren Meister Independiente Medellín ausschied. Zudem stellte der Verein mit Miguel Borja den Torschützenkönig. In der Rückserie konnte Cortuluá diese Leistung auch auf Grund vieler Weggänge von Spielern nicht bestätigen und beendete die Saison auf den hinteren Tabellenplätzen. Auch die Hinserie 2017 konnte Cortuluá nicht besser gestalten und beendete die Ligaphase auf dem letzten Tabellenplatz. Der langjährige Trainer Jaime de la Pava entschied sich, seinen Vertrag nicht zu verlängern, weswegen im Juni 2017 Néstor Otero als Nachfolger verpflichtet wurde. In der Rückserie konnte sich Cortuluá nicht von der schwachen Hinserie erholen und stieg am letzten Spieltag aufgrund eines Gegentors in der letzten Minute gegen Once Caldas in die zweite Liga ab.
Als neuer Trainer für die Spielzeit 2018 wurde Álvaro Hernández vorgestellt. Cortuluá konnte sich als Fünfter für die Finalrunde qualifizieren und musste sich dort als Gruppenzweiter nur Cúcuta Deportivo geschlagen geben. Im März 2019 trat Hernández als Trainer zurück. Zu seinem Nachfolger wurde der bisherige Spieler Mayer Candelo. Candelo erreichte mit Cortuluá direkt das Finale der Apertura 2019. Die Mannschaft unterlag im Finale aber im Elfmeterschießen gegen Deportivo Pereira.

## Stadion
Cortuluá absolviert seine Heimspiele im Estadio Doce de Octubre in Tuluá. Das Stadion hat eine Kapazität von etwa 16.000 Plätzen. Für die Spielzeit 2017 erfüllte das Stadion nicht mehr die Auflagen der DIMAYOR, so dass Cortuluá in andere Stadien, insbesondere nach Cali, ausweichen muss. Auch in der Hinrunde 2018 musste Cortuluá ausweichen und trug seine Heimspiele in Palmira und Cali aus. Zur Rückserie 2018 kehrte Cortuluá nach Tuluá zurück.

## Sportlicher Verlauf

### Erfolge
- Meister Categoría Primera B: 1993, 2009
- Gewinn der Aufstiegsrunde für Traditionsvereine: 2015
- Teilnahme an der Copa Libertadores

2002: Gruppenphase

### Saisondaten seit 1991
| Spielzeit                                       | Liga                                 | Ligaebene | Platz       | Finalrunde                   |
| ----------------------------------------------- | ------------------------------------ | --------- | ----------- | ---------------------------- |
| 1991                                            | Copa Concasa                         | II        | 10.         | -                            |
| 1992                                            | Copa Concasa                         | II        | 1.          | 3.                           |
| 1993                                            | Copa Concasa                         | II        | 1.          | 1.                           |
| 1994                                            | Copa Mustang                         | I         | 15.         | -                            |
| 1995                                            | Copa Mustang                         | I         | 11.         | -                            |
| 1995/96                                         | Copa Mustang                         | I         | 12.         | -                            |
| 1996/97                                         | Copa Mustang                         | I         | 9.          | -                            |
| 1998                                            | Copa Mustang                         | I         | 12.         | -                            |
| 1999                                            | Copa Mustang                         | I         | 3.          | 3. Gruppe B                  |
| 2000                                            | Copa Mustang                         | I         | 13.         | -                            |
| 2001                                            | Copa Mustang                         | I         | 6.          | 2. Gruppe B                  |
| 2002-I                                          | Copa Mustang                         | I         | 15.         | -                            |
| 2002-II                                         | Copa Mustang                         | I         | 12.         | -                            |
| 2003-I                                          | Copa Mustang                         | I         | 17.         | -                            |
| 2003-II                                         | Copa Mustang                         | I         | 17.         | -                            |
| 2004-I                                          | Copa Mustang                         | I         | 14.         | -                            |
| 2004-II                                         | Copa Mustang                         | I         | 12.         | -                            |
| 2005                                            | Copa Premier                         | II        | 3.          | 2. Gruppe A                  |
| 2006-I                                          | Copa Premier                         | II        | 4. Gruppe A | -                            |
| 2006-II                                         | Copa Premier                         | II        | 1. Gruppe B | 2.                           |
| 2007-I                                          | Copa Premier                         | II        | 8. Gruppe A | -                            |
| 2007-II                                         | Copa Premier                         | II        | 7. Gruppe B | -                            |
| 2008-I                                          | Copa Premier                         | II        | 9. Gruppe B | -                            |
| 2008-II                                         | Copa Premier                         | II        | 7. Gruppe A | -                            |
| 2009-I                                          | Copa Premier                         | II        | 2. Gruppe B | 1. Gruppe A Meister Apertura |
| 2009-II                                         | Copa Premier                         | II        | 8. Gruppe B | - Meister (Gesamt)           |
| 2010-I                                          | Liga Postobón                        | I         | 17.         | -                            |
| 2010-II                                         | Liga Postobón                        | I         | 16.         | -                            |
| 2011-I                                          | Torneo Postobón                      | II        | 8.          | Vizemeister Apertura         |
| 2011-II                                         | Torneo Postobón                      | II        | 14.         | -                            |
| 2012-I                                          | Torneo Postobón                      | II        | 2.          | 4. Gruppe B                  |
| 2012-II                                         | Torneo Postobón                      | II        | 6.          | 4. Gruppe A                  |
| 2013-I                                          | Torneo Postobón                      | II        | 7.          | 1. Gruppe B Finale           |
| 2013-II                                         | Torneo Postobón                      | II        | 4.          | 3. Gruppe B                  |
| 2014-I                                          | Torneo Postobón                      | II        | 14.         | -                            |
| 2014-II                                         | Torneo Postobón                      | II        | 10.         | -                            |
| 2015                                            | Aufstiegsrunde für Traditionsvereine | II        | 1. Gruppe B | -                            |
| 2015-I                                          | Liga Águila                          | I         | 14.         | -                            |
| 2015-II                                         | Liga Águila                          | I         | 15.         | -                            |
| 2016-I                                          | Liga Águila                          | I         | 8.          | Halbfinale                   |
| 2016-II                                         | Liga Águila                          | I         | 19.         | -                            |
| 2017-I                                          | Liga Águila                          | I         | 20.         | -                            |
| 2017-II                                         | Liga Águila                          | I         | 13.         | -                            |
| 2018                                            | Torneo Águila                        | II        | 5.          | 2. Gruppe A                  |
| 2019-I                                          | Torneo Águila                        | II        | 6.          | 1. Gruppe A Finale           |
| 2019-II                                         | Torneo Águila                        | II        | 4.          | 2. Gruppe A                  |
| 2020                                            | Torneo BetPlay                       | II        | 1.          | 1. Gruppe A Finale           |
| 2021-I                                          | Torneo BetPlay                       | II        | 5.          | 1. Gruppe A Finale           |
| 2021-II                                         | Torneo BetPlay                       | II        | 6.          | 1. Gruppe A Finale           |
| 2022-I                                          | Liga BetPlay                         | I         | 18.         | -                            |
| 2022-II                                         | Liga BetPlay                         | I         | 20.         | -                            |
| grün unterlegt: Aufstieg rot unterlegt: Abstieg |                                      |           |             |                              |

## Persönlichkeiten

### Trainerhistorie
| - Mayer Candelo (2019–) - Álvaro Hernández (2018–2019) - Jaime de la Pava (2015–2017) - Néstor Rodríguez (2013–2014) - Fernando Velasco (2011–2013) - Néstor Rodríguez (2011–2012) - Fernando Velasco (2011) | - Sergio Angulo (2011) - Harold Morales (2010) - Fernando Valderrama (2010) - Fernando Velasco (2008–2010) - José Alberto Suárez (2006–2008) - Fernando Velasco (2004–2006) - Fernando Valderrama (2003) | - Óscar Héctor Quintabani (1998–2002) - José Alberto Suárez (1997–1998) - Reinaldo Rueda (1994–1997) - Humberto Ortiz Echavarría (1993) - Freddy Ospina (1991–1992) |

### Ehemalige Spieler
| - Miguel Borja - Sebastián Britos - Hámilton Ricard - Jaime Alfonso Ruiz - Gustavo Victoria - Mario Yepes |